# Grand Prix Malajsie 2005

Nákres okruhu

Grand Prix Malajsie
- 20. březen 2005
- Okruh Sepang
- 56 kol x 5,543 km / 310,408 km
- 733. Grand Prix
- 2. vítězství Fernanda Alonsa
- 19. vítězství pro Renault
- Teplota trati byla 44 celsius
- Teplota vzduchu byla 35 celsius
- Vlhkost byla 44%

## Výsledky
| Pozice | Jezdec               | Vůz              | Čas         |
| ------ | -------------------- | ---------------- | ----------- |
| 1      | Fernando Alonso      | Renault R 25     | 1h31:33"736 |
| 2      | Jarno Trulli         | Toyota TF 105    | á 0:24"327  |
| 3      | Nick Heidfeld        | Williams FW 27   | á 0:32"188  |
| 4      | Juan Pablo Montoya   | McLaren MP 4/20  | á 0:41"631  |
| 5      | Ralf Schumacher      | Toyota TF 105    | á 0:51"854  |
| 6      | David Coulthard      | Red Bull RB 1    | á 1:12"543  |
| 7      | Michael Schumacher   | Ferrari F 2004 M | á 1:19"988  |
| 8      | Christian Klien      | Red Bull RB 1    | á 1:20"835  |
| 9      | Kimi Raikkonen       | McLaren MP 4/20  | á 1:21"580  |
| 10     | Felipe Massa         | Sauber C 24      | á 1 kolo    |
| 11     | Narain Karthikeyan   | Jordan EJ 15     | á 2 kola    |
| 12     | Tiago Monteiro       | Jordan EJ 15     | á 3 kola    |
| 13     | Christijan Albers    | Minardi PS 04 B  | á 4 kola    |
| Kolo   | Odstoupili           | -                | -           |
| 49     | Rubens Barrichello   | Ferrari F 2004 M | Pneumatiky  |
| 36     | Giancarlo Fisichella | Renault R 25     | Kolize      |
| 36     | Mark Webber          | Williams FW 27   | Kolize      |
| 26     | Jacques Villeneuve   | Sauber C 24      | Zapalování  |
| 2      | Jenson Button        | B.A.R 007        | Motor       |
| 2      | Anthony Davidson     | B.A.R 007        | Motor       |
| 2      | Patrick Friesacher   | Minardi PS 04 B  | Smyk        |

### Nestartoval
- Takuma Sato - Nemoc / Ve voze BAR ho nahradil Anthony Davidson

### Nejrychlejší kolo
- Kimi Raikkonen 1:35"483 208,988 km/h McLaren

### Vedení v závodě
- 1.-21. kolo - Fernando Alonso
- 22. kolo - Giancarlo Fisichella
- 23.-24. kolo - Kimi Raikkonen
- 25.-40. kolo - Fernando Alonso
- 41.-42. kolo - Jarno Trulli
- 43.-56. kolo - Fernando Alonso

### Postavení na startu
- Červeně – výměna motoru / posunutí o 10 příček na startu

| 1. řada  | 1                    | 2                  |
|          | Fernando Alonso      | Jarno Trulli       |
|          | Renault              | Toyota             |
|          | 3:07.672             | 3:07.925           |
| 2. řada  | 3                    | 4                  |
|          | Giancarlo Fisichella | Mark Webber        |
|          | Renault              | Williams           |
|          | 3:08.448             | 3:08.904           |
| 3. řada  | 5                    | 6                  |
|          | Ralf Schumacher      | Kimi Räikkönen     |
|          | Toyota               | McLaren            |
|          | 3:09.007             | 3:09.483           |
| 4. řada  | 7                    | 8                  |
|          | Christian Klien      | David Coulthard    |
|          | Red Bull             | Red Bull           |
|          | 3:09.589             | 3:09.700           |
| 5. řada  | 9                    | 10                 |
|          | Jenson Button        | Nick Heidfeld      |
|          | BAR                  | Williams           |
|          | 3:09.832             | 3:09.917           |
| 6. řada  | 11                   | 12                 |
|          | Juan Pablo Montoya   | Rubens Barrichello |
|          | McLaren              | Ferrari            |
|          | 3:10.090             | 3:11.502           |
| 7. řada  | 13                   | 14                 |
|          | Michael Schumacher   | Felipe Massa       |
|          | Ferrari              | Sauber             |
|          | 3:11.633             | 3:11.884           |
| 8. řada  | 15                   | 16                 |
|          | Anthony Davidson     | Jacques Villeneuve |
|          | BAR                  | Sauber             |
|          | 3:11.890             | 3:12.995           |
| 9. řada  | 17                   | 18                 |
|          | Narain Karthikeyan   | Tiago Monteiro     |
|          | Jordan               | Jordan             |
|          | 3:17.656             | 3:17.962           |
| 10. řada | 19                   | 20                 |
|          | Christijan Albers    | Patrick Friesacher |
|          | Minardi              | Minardi            |
|          | 3:23.001             | 3:21.186           |
| -------- | -------------------- | ------------------ |

### Zajímavosti
- Jarno Trulli jel svou 130 GP
- Juan Pablo Montoya i Kimi Raikkonen jeli 70 GP a Klien 20 GP
- Stáj Williams nastoupila k 460 GP a získala také 290 podium.
- Toyota naopak získala teprve své první podium a stala se tak 52 týmem, který dokázal dosáhnout na stupně vítězů.